# 에어팟
에어팟(영어: AirPods)은 애플에서 제조 및 판매하는 무선 방식의 이어폰이다.

## 모델

### 1세대
2016년 9월 7일에 아이폰 7과 애플워치 시리즈 2의 출시와 함께 에어팟을 발표하였다. 12월 13일부터 출시되어 온라인으로 주문을 받기 시작하였고, 12월 20일부터 오프라인 매장에서 판매를 시작했다. 초반 실적은 부실했지만 입소문과 유명스타들이 사용함에 있어 매출이 올랐다. 현재 단종되었다.

### 2세대
애플은 2019년 3월 20일에 에어팟 2세대를 출시하였다. 1세대와 동일한 디자인을 적용하였다. H1 프로세서를 사용하여 '시리' 기능을 구현하였고, 블루투스 5.0을 탑재하였다. iOS 13.2부터는 시리를 이용해 메시지를 읽어주는 기능을 구현하였다. 그리고 무선 충전 기능이 추가됐다. 호환은 ios12이상이고  음질은 좋지만 한쪽이 들리지 않는다면 급격히 저하한다는 단점이 있다. 에어팟 3세대 출시 이후, 애플 공식 홈페이지에서 17만 9000원에 판매중이였으나, 환율 인상으로 인해 아이패드 에어5 출시와 함께 2만원 오른 19만 9000원으로 인상되었다.

### 3세대
애플은 2021년 10월 18일 에어팟 3세대를 발표했다. 에어팟 프로와 유사하지만 약간의 크기 변화와 짧은 스템을 가진 외부 재설계를 특징으로 하며 유사한 포스 터치 컨트롤을 사용한다. 공간 오디오 및 돌비 애트모스, IPX4 방수, 피부 감지, 맥세이프 충전 지원 케이스 등이 그것이다. 애플은 에어팟이 6시간 지속되고 충전 케이스가 최대 30시간을 제공하면서 배터리 수명이 늘어났다고 주장한다. 에어팟 3세대는 2021년 10월 18일 선주문을 시작했다. 에어팟 3세대는 2021년 10월 26일 출시되었으며 가격은 $179이다. 한국 출시 가격은 24만 9000원이였으나, 아이패드 에어 5 출시와 함께 26만 9000원으로 올랐고, 라이트닝 충전 모델이 25만 9000원에 출시되었다.

### 에어팟 4
애플은 2024년 9월 10일 에어팟 4를 발표했다.

## 같이 보기
- 에어팟 프로
- 에어팟 맥스
- 애플의 이어폰
- 이어폰
- 아이폰